# Любовта не струва нищо
„Любовта не струва нищо“ (на английски: Love Don't Cost a Thing) е американска тийнейнджърска комедия от 2003 г. по сценарий и режисура на Трой Бейър. Във филма участват Ник Кенън, Кристина Милиан, Стив Харви, Кенън Томпсън и Кал Пен. Филмът е римейк на филма „Не можеш да купиш любовта ми“ през 1987 г. и използва заглавието от едноименната песен на Дженифър Лопес.